# Света Параскева (Никомидино)
Вижте пояснителната страница за други значения на Света Параскева.
„Света Параскева“ (на гръцки: Ιερός Ναός Αγίας Παρασκευής) е православна църква в лъгадинското село Никомидино (Воренос), Гърция, катедрален храм на Лъгадинската, Литийска и Рендинска епархия.
Храмът е изграден в центъра на селото през 1974 година. В архитектурно отношение е трикорабна базилика със затворен трем на юг, тройна апсида на изток и камбанария в югозападния ъгъл.
В интериора са запазени преносими икони и части от дърворезбования иконостас на по-стар храм, датиращ най-малкото от първата половина на XIX век, съдейки по надписите по иконите. Този стар храм е бил построен на хълм извън селото и пада при земетресение в 1978 година. Общо в църквата се пазят 20 преносими икони, част от иконостас, разпятие с два резбовани дракона под него и едни царски двери.